# Hoechang
Hoechang (Hán Việt: Cối Thương) là một huyện của tỉnh Pyongan Nam tại Cộng hòa Dân chủ Nhân dân Triều Tiên.Trước năm 1945, phần lớn diện tích Hoechang hiện nay thuộc về huyện Songchon. Năm 1952 4 "myon" của huyện Songchon (Sungin-myon, Kuryong-myon, Rungjung-myon, và Taegok-myon) và một của Koksan (Pongmyong-myon) được tách ra và hợp nhất thành huyện Hoechang. Năm 2008, dân số toàn huyện Hoechang là 89.959 người (42.284 nam và 47.675 nữ), trong đó, dân cư đô thị là 56.286 người (62,6%) còn dân cư nông thôn là 33.673 người (37,4%).

## Hành chính
| - Hoechang-up 회창읍/檜\|倉\|邑 - Hwajon-gu 화전로동자구/花\|田勞動者區 - Paekryong-gu 백령로동자구/白嶺勞動者區 - Sinjak-gu 신작로동자구/新\|作勞動者區 - Sokhwang-gu 석황로동자구/石黃勞動者區 - Chidong-ri 지동리/芝洞里 - Chongsan-ri 정산리/井山里 - Hoeun-ri 회운리/回雲里 | - Hwasim-ri 화심리/花尋里 - Kaun-ri 가운리/佳雲里 - Kuryong-ri 구룡리/九龍里 - Muno-ri 문어리/文語里 - Naedong-ri 내동리/內洞里 - Sinsong-ri 신성리/新成里 - Songdong-ri 송동리/松洞里 - Sungin-ri 숭인리/崇仁里 | - Taebong-ri 대봉리/大峰里 - Taedok-ri 대덕리/大德里 - Taegok-ri 대곡리/大谷里 - Taekin-ri 택인리/擇仁里 - Tokryon-ri 덕련리/德連里 - Yangchun-ri 양춘리/陽春里 |